# Habib Benmimoun
Habib Benmimoun (en arabe : حبيب بن ميمون) est un footballeur international algérien né le 11 avril 1957 à Oran où il est mort le 29 mars 2024,. Il joue au poste de défenseur central puis comme avant-centre. Il est aussi polyvalent dans plusieurs autres postes.

## Biographie
Il réalise la majorité de sa carrière dans son club formateur, le MC Oran. Après avoir raccroché les crampons, il reste d'ailleurs dans le staff technique du club.
Habib Benmimoun est sélectionné pour la première fois avec l'équipe d'Algérie  en 1982, puis en 1983 où il joue deux matchs d'application. Il est sélectionné à nouveau en 1987 pour un match disputé contre la  Tunisie, le 11 décembre 1987, dans le cadre des éliminatoires de la Coupe arabe des nations de 1988 (score : 0-0).

## Palmarès
- Champion d'Algérie en 1988 avec le MC Oran.
- Vice-champion d'Algérie en 1985 et 1987 avec le MC Oran.
- Vainqueur de la Coupe d'Algérie en 1984 et 1985 avec le MC Oran.